# 羅藍縣 (俄亥俄州)
羅藍縣（英語：Lorain County）是美国俄亥俄州北部的一個縣，北隔休伦湖與加拿大安大略省相望，面積2,391平方公里。根据2020年美國人口普查，共有人口31萬2,964人。縣治伊利里亞。該縣成立於1822年12月26日，縣名是早期殖民者赫爾曼·伊利以法国的洛林（Lorraine）命名。
奥伯林市位于此地。